# Plicisyrinx plicata
Plicisyrinx plicata é uma espécie de gastrópode do gênero Plicisyrinx, pertencente a família Pseudomelatomidae.